# Dave Gahan
Dave Gahan (Epping, Essex, Anglia, 1962. május 9.) angol származású énekes-dalszerző, a brit new wave zenekar, a Depeche Mode bariton hangú énekese. A Q magazin Gahant a 73. helyen említette a „100 Legjobb Énekes" listáján, illetve a 27. helyen a "100 Legjobb Frontember" listán.
Bár zenésztársa, Martin Gore írta számaik többségét, 2005 óta Gahan is szerzett pár dalt a Playing the Angel (2005), Sounds of the Universe (2009), Delta Machine (2013) és Spirit (2017) című albumaikra. Közülük négy számot adtak ki kislemezen, ezek a „Suffer Well" (2005), „Hole to Feed" (2009), „Should Be Higher" (2013) és a „Cover Me" (2017).
Gahan két szólóalbumot adott ki Paper Monsters (2003) és Hourglass (2007) címmel, illetve 2012 és 2015 között a Soulsavers nevű zenekar The Light the Dead See és Angels & Ghosts című albumaira írt számokat.

## Gyerekkor, korai évek
Dave Gahan munkáscsaládba született 1962-ben. Apja, Len Callcott buszsofőr, anyja, Sylvia londoni buszokon dolgozott jegyszedőként. Apja elhagyta a családot, mikor fia hathónapos volt. 2 évvel később szülei elváltak, és anyja Gahannel, valamint nővérével Sue-val az essexi Basildonba költözött. Később Sylvia itt ment feleségül második férjéhez, Jack Gahanhez (aki adminisztrátorként dolgozott a Shellnél). A Gahan család tovább bővült két öccsével, Peterrel és Phillel. Jacket Dave és Sue is édesapjuknak hitték.
Nevelőapja 1972-ben halt meg, ekkor Dave Gahan 9 éves volt. Nem sokkal később felbukkant vér szerinti apja, Len. Gahan 1987-ben, a JoePie magazinnak így idézte fel az akkori eseményeket: „Sosem felejtem el. Tízéves voltam, és egy nap, mikor hazaértem az iskolából, egy idegen volt a házban, akit anyám apámként mutatott be. Emlékszem, sírtam és mondtam, hogy az lehetetlen, hisz az én apám halott.”
Ettől a naptól kezdve egy éven keresztül Len többször is meglátogatta a családot, majd egy év múlva ismét eltűnt az életükből. „Anyám csak annyit mondott, hogy Jerseybe költözött hotelt nyitni” – tette hozzá Gahan.
Gahanre az események rossz hatással voltak, gondjai lettek előbb az iskolában, később pedig a rendőrséggel is. Gyerekkori bűnei közé tartozik az autólopás, a vandalizmus és a graffitizés. 14 éves kora előtt többször letartóztatták, háromszor állt a fiatalkorúak bírósága előtt, közel járt ahhoz, hogy javítóintézetbe kerüljön.
Miután abbahagyta az iskolát, álláskeresésbe kezdett. Alig fél év alatt több, mint húsz állása volt, takarított, építkezéseken dolgozott, irodai munkát vállalt. Egyszer még egy gázszolgáltatóhoz is jelentkezett szerelőnek. Itt egészen a személyes interjúkörig jutott, ott azonban – nevelőtisztje tanácsára – nyíltan beszélt nem túl távoli zűrös múltjáról, ami miatt végül nem vették fel. 
Az álláskeresés sikertelensége miatt a továbbtanulás mellett döntött; a Southend Art College-ba járt, ahol tervezőnek és kirakatrendezőnek tanult. Később megkapta a British Display Society díját, így számíthatott arra, hogy ezen a területen állást fog találni. Ennek ellenére az iskolát végül nem fejezte be: a Depeche Mode egyre több időt igényelt, nem tudott bejárni a kurzusokra és végül kirúgták. Ettől függetlenül sikerült elhelyezkednie a szakmában: egy Oxford Streeten lévő áruházban gyakornokként tevékenykedett még egy ideig.

## Depeche Mode
1980 márciusában Vince Clarke, Martin Gore és Andrew Fletcher megalapították a Composition of Sound együttest. Clarke volt az énekes, gitáros, Gore volt a billentyűs és Fletcher basszusgitározott. Clarke és Fletcher is hamarosan szintetizátorra váltott. Ugyanebben az évben Gahan csatlakozott a zenekarhoz, közvetlenül azután hogy Clarke hallotta őt, amint David Bowie „Heroes” című számát énekli. Az együttest hamarosan átnevezték Depeche Mode-ra, Gahan javaslatára.
Az évek során Gahant zavarni kezdte, hogy nem írhatott számokat a Depeche Mode-nak. 2004-ben kijelentette, hogy ha az új albumhoz nem írhatja meg a számok felét, kiszáll az együttesből. Végül kompromisszum született és Gahan három dalt írt a 2005-ös Playing the Angel albumra: a „Suffer Well" (Grammy-díjra jelölték), az „I Want It All" és a „Nothing’s Impossible" című számokat.
Gahan a tizenkettedik stúdióalbumon, mely 2009. április 20-án jelent meg Sounds of the Universe címmel, több számon is együttműködött Christian Eignerrel és Andrew Phillpottal, ezek a „Hole To Feed", „Come Back" és a „Miles Away / The Truth Is" voltak. Gahan a B-oldalra is írt egy dalt „Oh Well" címmel, de ennek zenéjét Martin Gore szerezte. Ez volt eddig az egyetlen alkalom, hogy ők ketten együtt írtak számot.

## Szólókarrier
1997-ben Gahan részt vett a Dream Home Heartaches: Remaking/Remodeling Roxy Music album megalkotásában az „A Song For Europe" dallal.
2003-ban kiadta első szólóalbumát, a Paper Monsterst (amin barátjával, a gitáros Knox Chandlerrel dolgoztak együtt). A világkörüli turné során (beleértve a 2003-as Glastonbury Fesztivált is) már mind a saját számait, mind a Depeche Mode-rajongók kedvenceit elénekelte. A turné résztvevői: Knox Chandler gitár, Martyn LeNoble (Porno for Pyros, Jane's Addiction, The Cult) basszusgitár, Vincent Jones (Sarah McLachlan, The Grapes of Wrath) billentyűs és Victor Indrizzo (Beck, Macy Gray) dob.
Az album közepes sikert aratott. Az első szám, a „Dirty Sticky Floors" vezette az angol top 20-as listát. Maga az album az európai zenei 10-es toplista élére került, míg Angliában a top 40-en volt listavezető. Ez a siker egy világkörüli turnét és egy DVD-t eredményezett. A DVD 2004-ben jelent meg Live Monsters címmel. Egy évvel később Gahan a svéd J. Lindeberg divatkereskedő szóvivőjeként, illetve a 2006-os tavaszi/nyári kollekció arcaként tűnt fel. A plakátokon, melyeken olyan idézetek jelentek meg, mint a „Mi történne, ha mindannyian igazat mondanánk”, vagy „Hazudik, mert az ajkai mozognak”, stílusához hűen ábrázolták.
Gahan 2003-ban dolgozott együtt Junkie XL-lel, mikor felénekelte a Reload című számot a dán DJ Radio JXL: A Broadcast From The Computer Hell Cabin albumára.
2007-ben Dave Gahan bejelentette, hogy új lemezen dolgozik, címe Hourglass, és az Andrew Phillpottal és Christian Eignerrel folytatott közös munka gyümölcse. Gahan 11. emeleti stúdiójában vették fel, New Yorkban. Az anyagot Tony Hoffer keverte, s Gahan szerint sokkal inkább elektronikus hangzású lett, mint a Paper Monsters. Az album első kislemeze a Kingdom volt, mely digitális formátumban, CD-n és bakeliten is megjelent. A második album második kiadása szerint a Kingdom megjelenése október 8-án, de augusztus 27-e óta lehetett letölteni. A Side-Line Magazin szerint a dalt, annak hivatalos megjelenése előtt online kiszivárogtatták.
A producer és ex-Clor gitáros Luke Smith „Visitors” című számában is énekel Gahan. Luke az albumot frYars címen adta ki.
Gahan a Soulsavers negyedik albumán, a The Light the Dead See-n énekesként és dalszerzőként működött közre. A lemez 2012. május 21-én jelent meg.
Az angol SixToes nevű zenekar „Low Guns" című számán Gahan énekel és harmonikázik. A szám a 2014-es The Morning After albumon szerepelt, a kislemezt pedig 2013. november 18-án adták ki. Ezen felül a SixToes „Jezebelhez" készített remixe felkerült a Sounds of the Universe 2009-es különkiadására, s a zenekar közreműködött a SoulsaversThe Light the Dead See albumán is.
2017-ben Gahan a Null + Voids „Where I wait" című számában énekelt, mely a Cryosleep albumon jelent meg három remix-szel egyetemben.
2018-ban a Goldfrapp „Ocean" című számának remixében énekelt Gahan. A számot 2018. május 18-án tették letölthetővé. A Goldfrapp így nyilatkozott a közös munkáról: „Megtiszteltetés volt számunkra Dave Gahan-nel dolgozni az 'Ocean' új verzióján."

## Magánélet
Gahan 1997 óta New Yorkban él, jelenleg harmadik feleségével, Jenniferrel és lányukkal, Stella Rose-zal, valamint felesége előző házasságából született fiával, Jimmyvel. Első feleségétől Joanne-től van egy fia, Jack, aki Gahan mostohaapja után kapta nevét. Második házassága Teresával, a Depeche Mode korábbi sajtósával nagyjából 4 évig tartott. Joanne (Gahan tinédzserkori szerelme) és Teresa is szerepelnek a 101 című, a Depeche Mode történetét bemutató filmben.
Jennifer a „Suffer Well" videóklipben tűnt fel egyszer angyalként, egyszer pedig saját magát alakította.
Gahan gyógyult heroinfüggő. Teljesen elégedett azzal, hogy közvetlenül az előadás után azonnal visszavonul a szállodai szobájába, ahelyett, hogy az együttessel menne szórakozni.
1993-ban Gahan egy kisebb szívrohamon esett át egy New Orleans-i fellépés alatt. Elhagyta a színpadot, a többieknek improvizálniuk kellett, s nélküle játszották a ráadást. Orvosai azt tanácsolták, hagyja ott a turnét, de ebbe nem egyezett bele. A második szerencsétlenség akkor történt vele, mikor öngyilkosságot kísérelt meg: 1995 augusztusában felvágta az ereit. „Ez kétségtelenül öngyilkossági kísérlet volt” – nyilatkozta Gahan, „de egyben segélykiáltás is. Biztos voltam abban, hogy rám fognak találni”. 1996. május 28-án Gahan túladagolta magát a Los Angeles-i Sunset Marquis Hotelben. Két percre megállt a szíve, és egy rohammentős élesztette újra. Gahan azt nyilatkozta erről az élményről, hogy „Minden, amit láttam és éreztem, a totális sötétség volt. Sosem voltam az űrben, de ez sötétebb volt, emlékszem, azt gondoltam, hogy bármi volt is az, amit tettem, nagyon hülyeség volt”. Az Ultra című albumot végül akkor adták ki, mikor Gahan kijött a rehabról.
2009. május 12-én, nem sokkal azelőtt, hogy az együttes felment volna színpadra Athénban, a Depeche Mode Tour of the Universe turnén Gahan rosszul lett az öltözőjében. Kórházba vitték, ahol megállapították, hogy gyomorfertőzése van. A koncerteket vagy elhalasztották vagy törölték, hogy újabb vizsgálatokat végezzenek, a tesztek során pedig tumort találtak a húgyhólyagjában. Megoperálták és sikeresen eltávolították a daganatot. Az orvosok által elrendelt lábadozási idő után a turné Lipcsében folytatódott, július 8-án. 2009. július 9-én izomszakadást szenvedett a vádlijában a spanyolországi Bilbaoban, így újabb két fellépést töröltek. 2 hét szünet után, visszatértek Észak-Amerikába. 2009. augusztus 10-én, seattle-i fellépésük alatt megerőltette a hangszálait. Az orvosok megtiltották neki az éneklést, s újabb két fellépés maradt el. Az együttes Los Angelesben tért vissza augusztus 16-án.
2011 májusában Gahan 10 éve tartó józanságáért elismerésben részesült a 7. Los Angeles-i MusiCares MAP jótékonysági koncerten

## Szólóalbumok
- Paper Monsters (2003)
- Hourglass (2007)
- Hourglass Remixes (2008)

## Fordítás
- Ez a szócikk részben vagy egészben  a   Dave Gahan című angol Wikipédia-szócikk ezen változatának fordításán alapul.  Az eredeti cikk szerkesztőit annak laptörténete sorolja fel. Ez a jelzés csupán a megfogalmazás eredetét és a szerzői jogokat jelzi, nem szolgál a cikkben szereplő információk forrásmegjelöléseként.